# Borolia furcifera
Borolia furcifera là một loài bướm đêm trong họ Noctuidae.